# Хаміс Ейд
Хаміс Ейд Рафі Тані (араб. خميس عيد, нар. 20 жовтня 1966) — бахрейнський футболіст, що грав на позиції захисника. Відомий за виступами в клубі «Аль-Ріффа» та низці закордонних клубів, а також у складі національної збірної Бахрейну, у складі якої брав участь у фінальних турнірах Кубка Азії та Азійських ігор.

## Клубна кар'єра
Хаміс Ейд розпочав виступи на футбольних полях у 1983 році у складі клубу «Аль-Ріффа». у складі бахрейнської команди грав до 1995 року, неодноразово ставав у його складі чемпіоном Бахрейну і володарем Кубка Бахрейну. У 1995 році футболіст перейшов до складу саудівського клубу «Аль-Кадісія», де грав до 1999 року. У 1999 році Ейд перейшов до катарського клубу «Аль-Шамаль», де грав лише рік, після чого став гравцем саудівського клубу «Аль-Халідж». З невеликою перервою на час оренди до клубу «Катар» Хаміс Ейд грав у складі саудівського клубу до 2002 оку, після чого завершив виступи на футбольних полях.

## Виступи за збірну
У 1985 році Хаміс Ейд дебютував у складі національної збірної Бахрейну. У складі збірної футболіст брав участь у відбіркових турнірах до чемпіонату світу, а також у фінальних турнірах Кубка Азії та Азійських ігор 1986 року. У складі збірної грав до 2000 року, провів у її складі 64 матчі, у яких відзначився 5 забитими м'ячами.